# Горнаев, Кирилл Андреевич
Кирилл Андреевич Горнаев (род. 11 декабря 1996, Казань, Россия) — российский профессиональный баскетболист, играющий на позиции центрового.

## Карьера
Горнаев воспитанник казанского баскетбола. В столице Татарстана Кирилл выступал за УНИКС-2 в Единой молодёжной лиге ВТБ и в чемпионате АСБ за команду Поволжской государственной академии физической культуры спорта и туризма. В сезоне 2015/2016 принял участие в 11 матчах ПГАФКСиТ, его показатели в этих встречах составили 14,7 очка, 16,1 подбора, 1,4 передачи, 1,8 перехвата и 2,2 блок-шота в среднем за игру.
28 февраля 2016 года Горнаев принял участие в первом в истории «Матче молодых звёзд». В составе сборной АСБ Кирилл набрал 11 очков.
В июле 2016 года Горнаев в составе сборной АСБ принял участие в Asia-Pacific University Basketball Challenge в Южной Корее и стал бронзовым призёром турнира.
В августе 2016 года, по совету отца, Горнаев принял участие в «Уральском драфте». По результатам просмотровой тренировки из почти 40 человек из Екатеринбурга, Свердловской области и других регионов Кирилл стал победителем отбора и подписал контракт с «Уралом». Проведя в составе екатеринбургского клуба 3,5 сезона и 120 матчей, Кирилл покинул «Урал» декабре 2019 года.
В феврале 2020 года Горнаев стал игроком «Купола-Родники».
В августе 2020 года Горнаев перешёл в «Буревестник».
В августе 2021 года Горнаев продолжил карьеру в «Металлурге». В составе команды стал чемпионом Суперлиги-2.
В сезоне 2022/2023 Горнаев выступал за «Тобол» с которым стал бронзовым призёром чемпионата Казахстана.

## Сборная России
В мае 2018 года Горнаев был включён в состав сборной команды «Россия-2» для участия в Международном студенческом баскетбольном кубке.
В июне 2020 года Горнаев получил приглашение в просмотровый лагерь сборной России по баскетболу 3×3.

## Достижения
- Бронзовый призёр чемпионата Казахстана: 2022/2023
- Чемпион Суперлиги-2 дивизион: 2021/2022
- Серебряный призёр Единой молодёжной лиги ВТБ: 2014/2015